# 1357

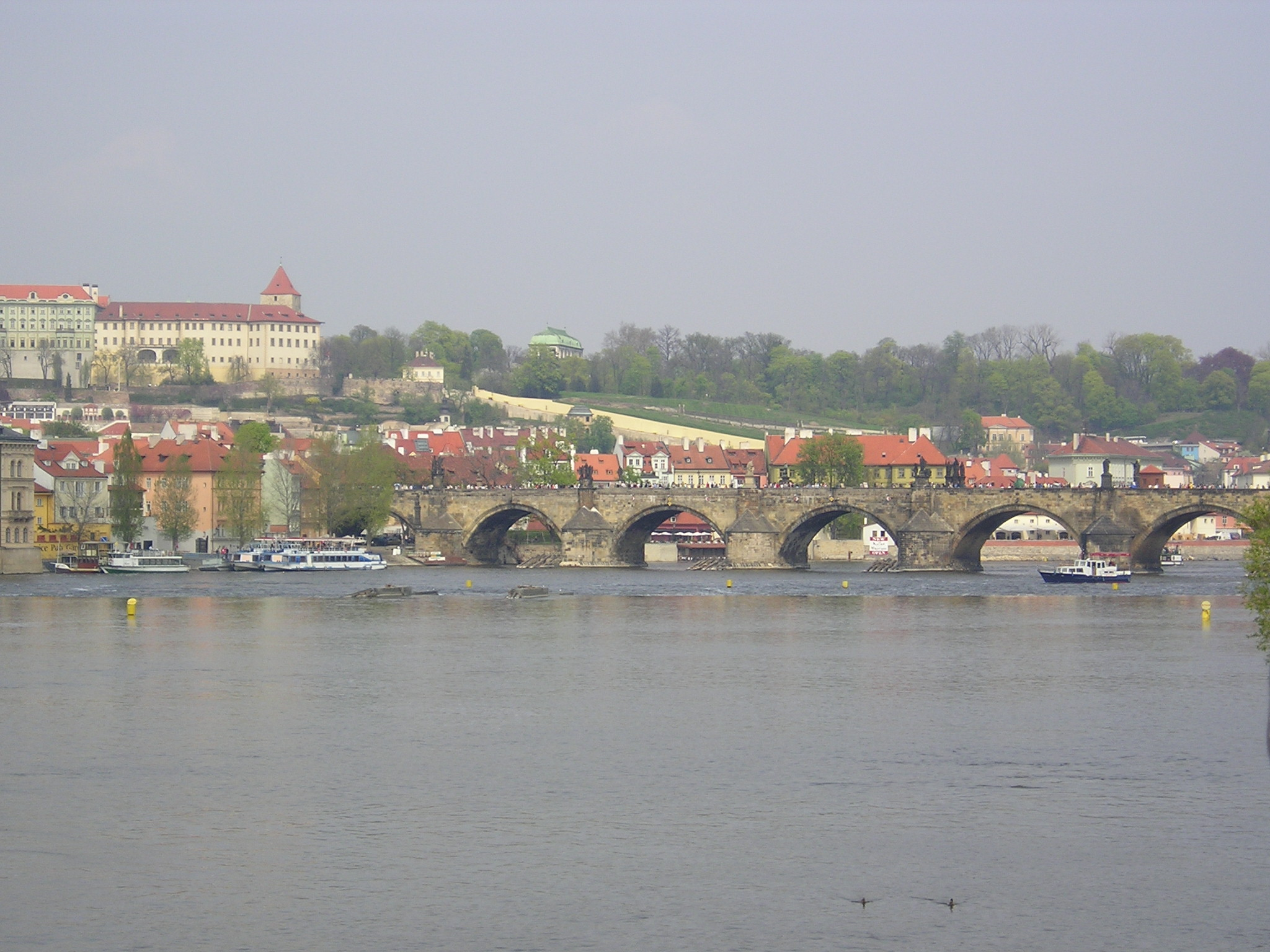
Karelsbrug

Het jaar 1357 is het 57e jaar in de 14e eeuw volgens de christelijke jaartelling.

## Gebeurtenissen
januari
- 7 - De kartuizer monnik Petrus Naghel voltooit zijn vertaling van de Legenda aurea.

maart
- 26 - Hoorn ontvangt stadsrechten van Willem V van Holland.
- 29 - Het Land van Heusden komt toe aan Holland.

mei
- 27 - Zeeslag van Ognina: het koninkrijk Sicilië versloeg het koninkrijk Napels nabij Catania ter zee.

juni
- 4 - Vrede van Aat: Einde van de Brabantse Successieoorlog. Maria wordt erkend als hertogin van Brabant, maar Mechelen en Antwerpen komen aan Vlaanderen, en de ergenamen van Margaretha worden erfgenaam als Maria kinderloos mocht overlijden.

juli
- 5 - Hendrik van Grosmont geeft het Beleg van Rennes op.
- 9 - Keizer Karel IV legt de eerste steen voor de Karelsbrug over de Moldau in Praag.

zonder datum
- Verdrag van Berwick: David II van Schotland wordt tegen een losgeld vrijgelaten door Eduard III van Engeland, en deze erkent hem als onafhankelijke koning van Schotland.
- In Parijs woedt een volksopstand tegen regent Karel onder leiding van Étienne Marcel.
- Magnus Eriksson verdeelt het koninkrijk Zweden met zijn zoon Erik XII. Erik ontvangt Finland en de Deense gebieden met uitzondering van Noord-Halland.
- Mattheüs Asanes Kantakouzenos, de zoon van de voormalige keizer Johannes VI Kantakouzenos, wordt overgeleverd aan keizer Johannes V Palaiologos en moet zijn aanspraken op het medekeizerschap opgeven.
- Stadsrechten voor: Edam, Klundert, Megen

## Kunst en literatuur
- Andrea Orcagna: altaarstuk Verlosser met Madonna en Heiligen in de Strozzi-kapel (voltooid)
- Guillaume de Machault Confort d'ami.
- Petrus Naghel: vertaling van Legenda Aurea van Jacobus van Voragine

## Opvolging
- maronitisch patriarch - Simeon II opgevolgd door Johannes V
- Münster - Lodewijk II van Hessen opgevolgd door Adolf III van der Mark
- Neurenberg - Johan II opgevolgd door zijn zoon Frederik V
- koninkrijk Portugal - Alfons IV opgevolgd door zijn zoon Peter I
- Saluzzo - Thomas II opgevolgd door Frederik II
- Schwarzburg-Blankenburg - Hendrik XIII opgevolgd door zijn neven Hendrik XII en Günther XXV
- Schwerin - Otto I opgevolgd door zijn broer Nicolaas I van Tecklenburg

## Afbeeldingen

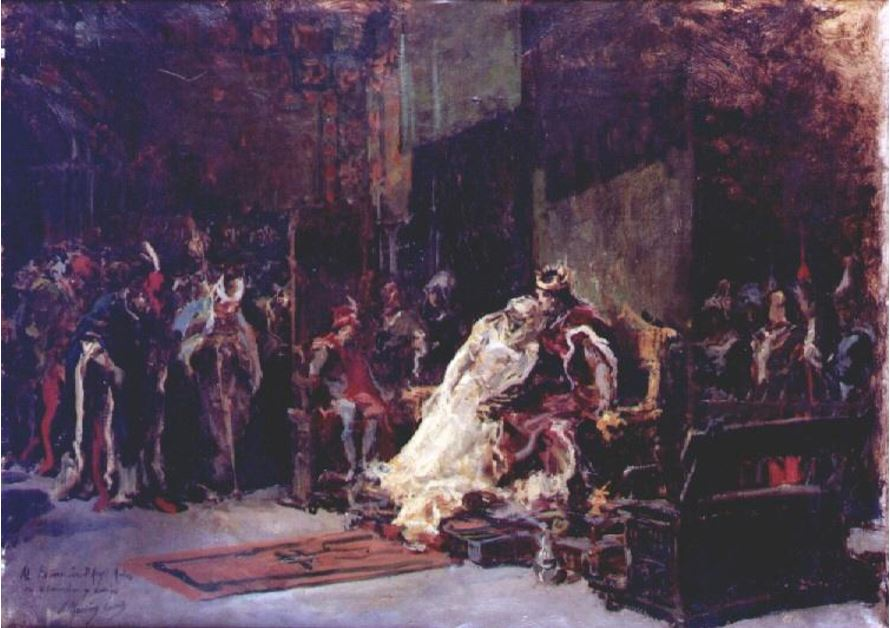
Koning Peter I van Portugal laat zijn vermoorde minnares Inês de Castro als koningin tronen
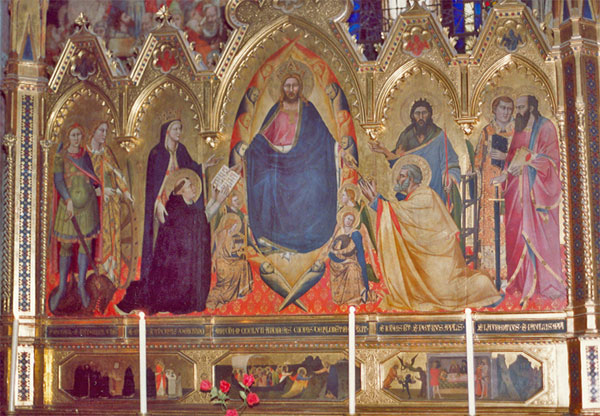
altaarstuk Strozzi-kapel
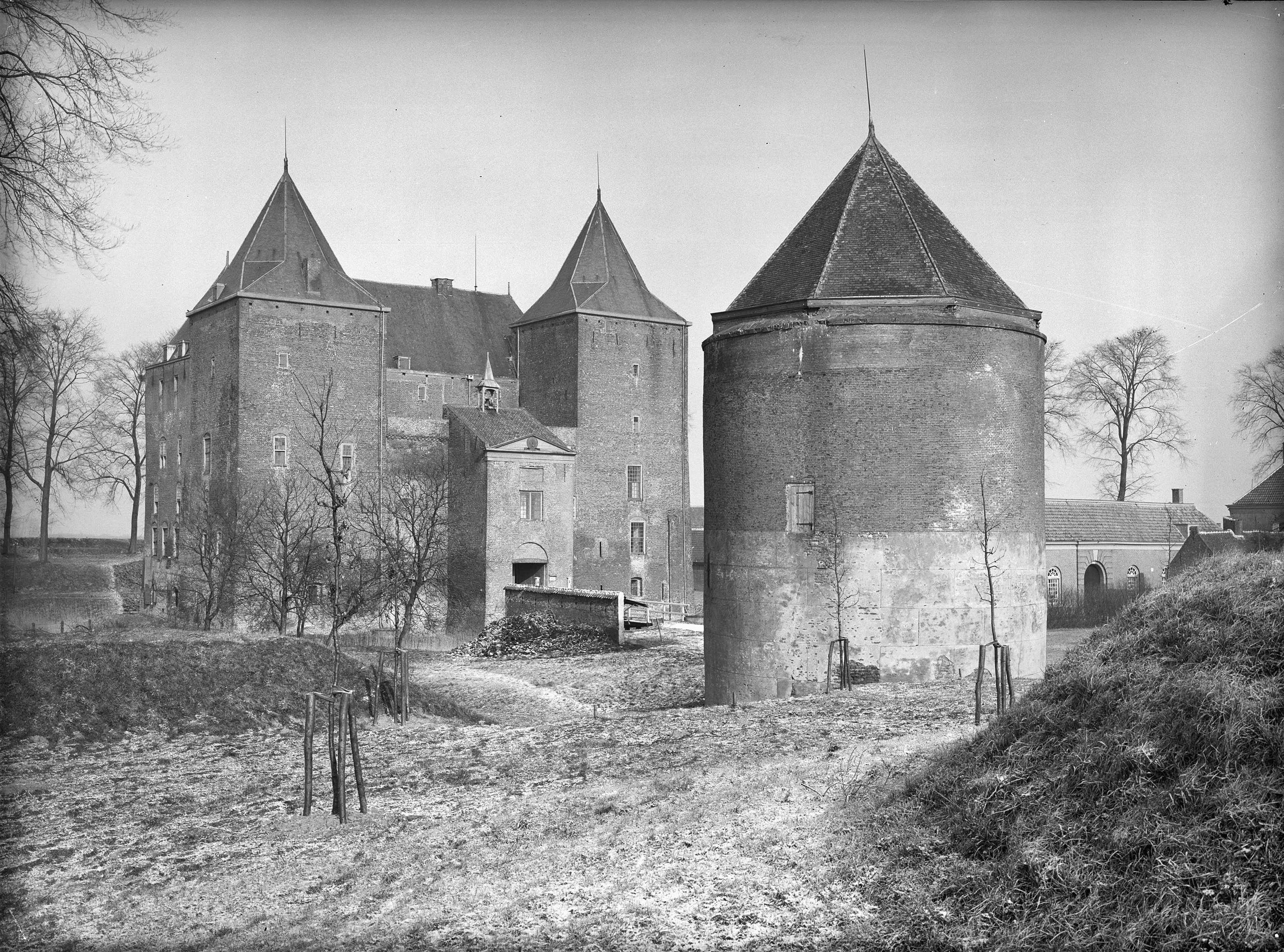
Slot Loevestein, gebouwd ca. 1357
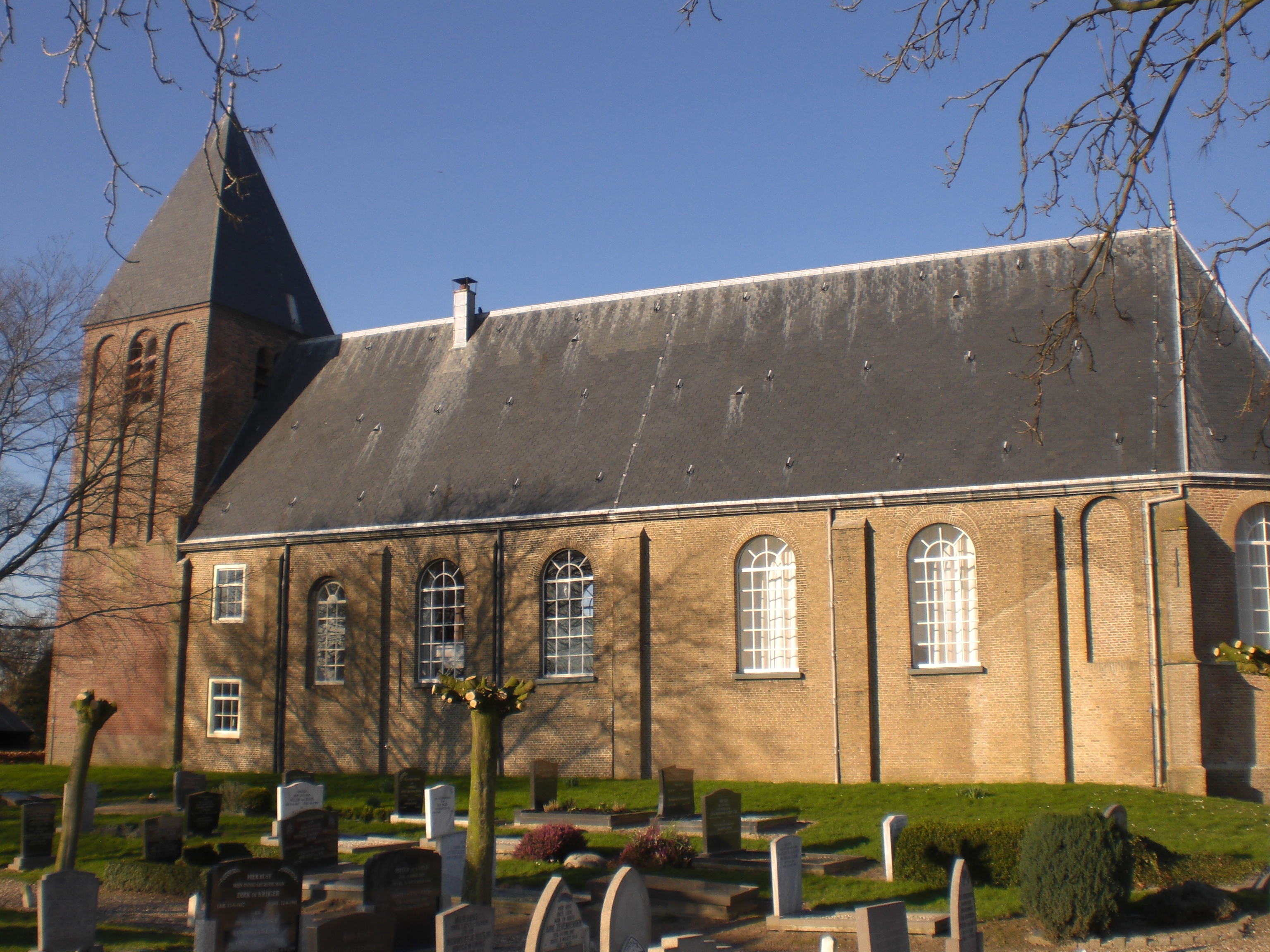
kerk van Sint Anthoniepolder, gebouwd 1357
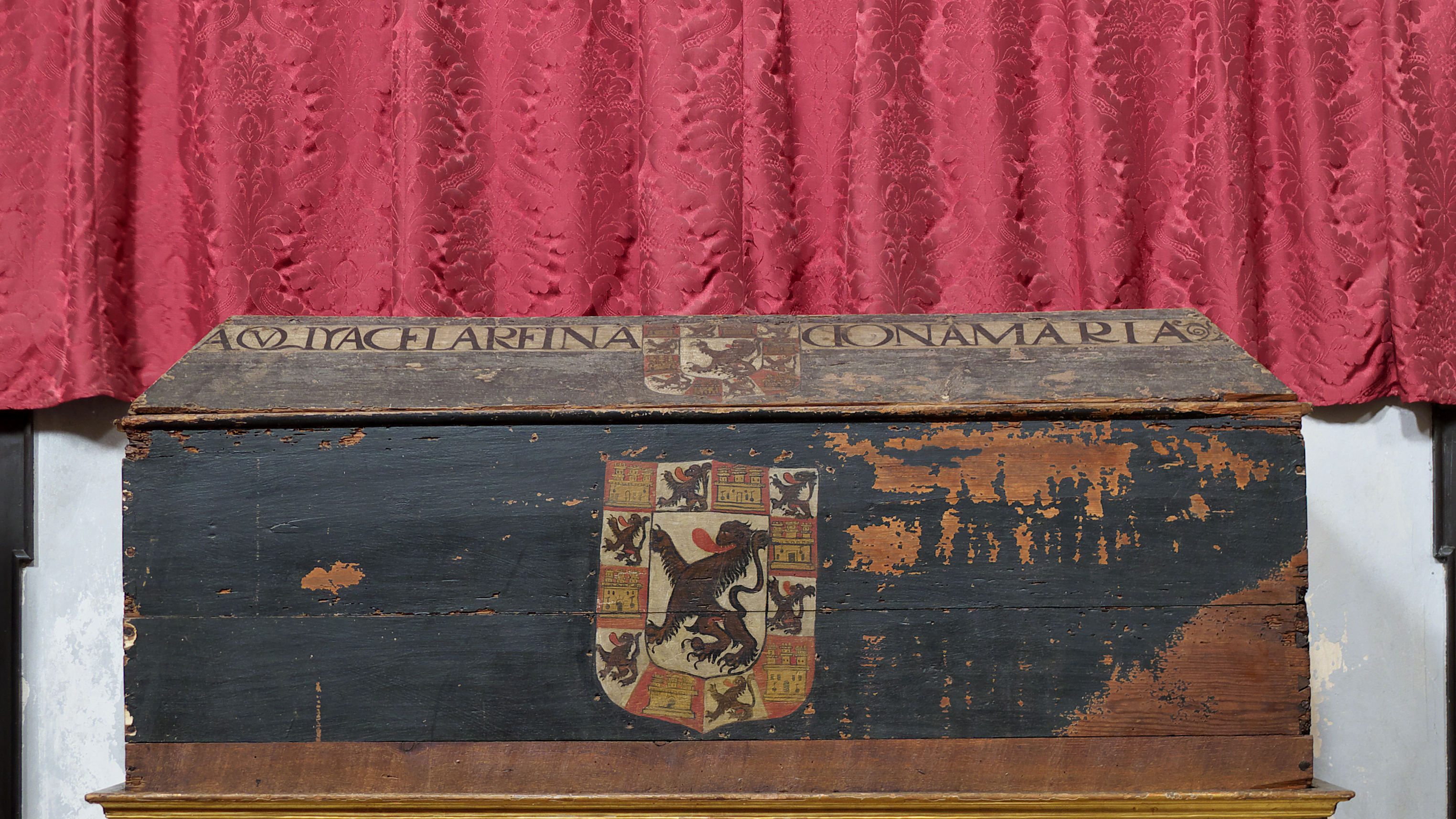
graftombe van Maria van Portugal

## Geboren
- 11 april - Johan I, koning van Portugal (1385-1433)
- Phaya Samsenthai, koning van Lan Xang (1373-1417)
- Tsongkhapa, Tibetaans geestelijk leider
- Walram III van Luxemburg-Ligny, Frans edelman
- Eduard I van Devon, Engels edelman (jaartal bij benadering)
- Hendrik VIII de Huismus, Silezisch edelman (jaartal bij benadering)
- Peter II, koning van Cyprus (1369-1382) (jaartal bij benadering)
- Valentina Visconti, echtgenote van Peter II van Cyprus (jaartal bij benadering)

## Overleden
- rond 13 januari - Otto I van Schwerin, Duits edelman
- 18 januari - Maria van Portugal (~43), echtgenote van Alfons XI van Castilië
- 25 april - Cunigonde van Polen (~22), Pools prinses
- 28 mei - Alfons IV (66), koning van Portugal (1325-1357)
- 13 juli - Bartolus de Saxoferrato (~44), Italiaans jurist
- 31 juli - Johan II (~48), burggraaf van Neurenberg
- 18 augustus - Lodewijk II van Hessen (~74), bisschop van Münster
- 8 september - Jan III van Cuijk (~62), Brabants edelman
- november - Hendrik XIII van Schwarzburg, Duits edelman
- Giottino (~33), Italiaans schilder
- Ibn Juzayy, Andalusisch schrijver
- Karel I, heer van Monaco
- Trần Minh Tông (~57), keizer van Vietnam (1314-1329)
- Willem V van Horne (~33), Nederlands edelman